# Eleccions a l'Assemblea de Còrsega de 1992
Eleccions a l'Assemblea de Còrsega de 1992 se celebraren el 22 i 29 de març per a elegir els 51 consellers de l'Assemblea de Còrsega en circumscripció electoral única a dues voltes. Sobre 157.805 inscrits, votaren 133.071 (84,34% del cens), dels quals eren vàlids 129.803 (82,27%), la participació electoral més alta de la història a l'illa. Els 51 escons de l'Assemblea es repartiren en segona volta amb aquest resultat (de la segona volta):
| ←Eleccions a l'Assemblea de Còrsega, 29 de març de 1992 → |        |        |        |                          |
| Partit                                                    | Vots   | %      | Escons | Líder                    |
| Reagrupament per Còrsega (RPR-UDF)                        | 31.346 | 24,14% | 16     | Jean-Paul de Rocca-Serra |
| Corsica Nazione                                           | 21.882 | 16,85% | 9      | Edmond Simeoni           |
| Agir (dissidents RPR-UDF                                  | 20.601 | 15,86% | 8      | José Rossi               |
| Radicals Republicans (MRG)                                | 13.420 | 10,33% | 5      | Prosper Alfonsi          |
| PCF                                                       | 11.275 | 8,68%  | 4      | Dominique Bucchini       |
| Moviment per l'Autodeterminació                           | 10.360 | 7,98%  | 4      | Alain Orsoni             |
| RPR dissidents                                            | 9.287  | 7,15%  | 3      | Paul Natali              |
| Renaixença Corsa                                          | 6.957  | 5,35%  | 3      | Philippe Ceccaldi        |
| TOTAL                                                     |        | 100,00 | 51     | -                        |

Fou elegit president de l'Assemblea el candidat de la llista més votada Jean-Paul de Rocca-Serra. Els nacionalistes es presentaren en dues llistes, l'autonomista Corsica Nazione i el MPA, proper als postulats del FLNC